# Manus Ultimus
Manus Ultimus est une œuvre de la sculptrice polonaise Magdalena Abakanowicz située à Paris, en France. Créée en 1997, elle est installée en 2000 dans les jardins des Tuileries. Il s'agit d'une sculpture en bronze.

## Description
L'œuvre prend la forme d'une sculpture de grande taille représentant un tronc d'arbre ayant vaguement la forme d'un bras et d'une main.

## Localisation
L'œuvre est installée dans les jardins des Tuileries, devant un bassin le long de l'allée centrale.

## Historique
Manus Ultimus est une œuvre de Magdalena Abakanowicz et est créée en 1997. Elle est acquise par l'État français en 1999 et installée en 2000 dans les jardins des Tuileries.

## Artiste
Magdalena Abakanowicz (née en 1930) est une sculptrice polonaise.